# Свирилин, Александр Николаевич
Алекса́ндр Никола́евич Свири́лин (род. 28 мая 1976, Узловая, Тульская область) — российский литературовед, литературный критик и журналист.

## Биография
Родился 28 мая 1976 года в тульском райцентре Узловая в семье служащих. Окончил узловскую школу № 17. Учился в Литературном институте имени А. М. Горького (семинар литературной критики Владимира Гусева).
Работал журналистом в газетах «Молодой коммунар», «Тульские известия», «Спорт-Экспресс», корреспондентом на телевидении, главным редактором корпоративных изданий, литературным агентом, режиссёром записи аудиокниг, занимался продюсированием.
Как критик дебютировал в журнале «Литературная учёба». Публиковался в журналах «День и ночь», «Московский вестник», «Октябрь», в приложении к «Независимой газете» «НГ — Ex libris». Основные интересы — современная русская литература и литература русского зарубежья XX века.
В 2003 году Свирилин указал на отсутствие в русском переводе романа Владимира Набокова «Лолита» абзаца размером с полстраницы. По его мнению, которое разделил сын писателя Дмитрий, фрагмент был выпущен по невнимательности Набокова. В позднейших изданиях романа, вышедших в «Симпозиуме» и «Азбуке», лакуна восстановлена, текст приводится в переводах Александра Свирилина и Дмитрия Набокова соответственно.
Принял участие в переводе романа Набокова «Пнин», сделанном Геннадием Барабтарло.
Живёт в Москве.